# Rose West
Rosemary Pauline West (29 de novembro de 1953), é uma assassina em série que ajudou seu marido na tortura e no assassinato de pelo menos nove jovens mulheres entre 1973 e 1987; ela também assassinou sua enteada, de oito anos de de idade, Charmaine em 1971. A maior parte desses assassinatos ocorreu na residência dos West em Gloucester.
West é atualmente uma prisioneira na HM Prison New Hall em Flockton, West Yorkshire. Depois de ser acusado de 10 assassinatos em 1995, Fred West se enforcou na prisão no mesmo ano enquanto aguardava o julgamento. 

## História
Rose West, nascida como Rosemary Pauline Letts em Northam, Devon, filha de Willian Andrew "Bill" Letts e Daisy Gwendoline Fuller depois de uma gravidez complicada. Elas foi a quinta filha de sete filhos nascidos em uma família pobre. A mãe de Rose sofria com depressão e foi tratada com Eletroconvulsoterapia durante e imediatamente após a gravidez. Algumas pessoas dizem que esse tratamento pode ter causado danos ao feto durante a formação.
Rose Letts cresceu e se tornou uma adolescente temperamental, com notas baixas na escola e predisposta a sonhar acordada. Depois que seus pais se divorciaram, inicialmente ela morou com sua mãe e frequentou a Cleeve School durante seis meses. Após esse período ela se mudou para casa de seu pai em Bishop's Cleeve, perto de Cheltenham, Condado de Gloucester. O pai de Letts, que sofria de esquizofrenia, tendia a ser extremamente violento e abusou sexualmente repetidamente de Letts e sua irmã mais velha, Patricia.
No início da puberdade, Letts, supostamente fascinada pelo seu corpo em desenvolvimento, iria deliberadamente desfilar nua ou semi-nua pela casa na presença de seu irmão mais novo, Graham (nascido em 1957). Em numerosas ocasiões, na idade dos 13, ela também iria se esgueirar até a cama de Graham, que tinha apenas noive anos de idade, no anoitecer e molesta-lo junto de seu irmão mais novo, Gordon.